# Aphrastochthonius similis
Aphrastochthonius similis es una especie de arácnido  del orden Pseudoscorpionida de la familia Chthoniidae.

## Distribución geográfica
Se encuentra en California  (Estados Unidos).